# جون كوميسكي
جون كوميسكي هو لاعب كرة قدم كندية كندي، ولد في 11 نوفمبر 1980 في برينس ألبرت في كندا.